# Yessica Maria Paz Hidalgo
Yessica Maria Paz Hidalgo (* 7. Oktober 1989 in Maracay) ist eine venezolanische Volleyballspielerin.

## Karriere
Paz Hidalgo spielte in ihrem Heimatland beim Aragua Voleibol Club. 2008 nahm sie mit der venezolanischen Nationalmannschaft an den Olympischen Spielen in Peking teil, ihre Mannschaft schied aber als Gruppenvorletzte vorzeitig aus. Anschließend wechselte die Mittelblockerin zum spanischen Erstligisten Portol Palma Mallorca. 2011 sollte sie in Benidorm spielen, aber der Verein zog sich wegen finanzieller Probleme zurück. Im November reagierte der deutsche Bundesligist Rote Raben Vilsbiburg auf seine personellen Probleme und verpflichtete Paz Hidalgo nachträglich für die laufende Saison. Nach einer schweren Knieverletzung Ende Dezember 2011 trennten sich die Roten Raben im Februar 2012 wieder von Paz Hidalgo. Seit 2014 spielt sie beim Schweizer Vizemeister Volley Köniz.